# Błazen purymowy
Błazen purymowy (jid. Der Purimszpiler) – polski film fabularny (film muzyczny) z 1937 roku w języku jidysz.

## Obsada
- Miriam Kressin – Estera[1]
- Hymie Jacobson[1] – cyrkowiec
- Zygmunt Turkow – Gecl[1]
- Ajzyk Samberg[1] – szewc Nuchem
- Maks Bożyk[1] – ojciec Nuchema
- Samuel Landau[1] – bogacz Zandman
- Berta Litwina[1] – Tsippe
- Eli Liten[1]
- Jakub Rajnglas[1]
- Jakub Fiszer[1]
- Maks Bryn[1]
- Jonas Turkow[1]